# Molophilus froggatti
Molophilus froggatti är en tvåvingeart som beskrevs av Frederick Askew Skuse 1890. Molophilus froggatti ingår i släktet Molophilus och familjen småharkrankar. Inga underarter finns listade i Catalogue of Life.